# アクトレス〜女たちの舞台〜
『アクトレス～女たちの舞台～』（アクトレスおんなたちのぶたい、Sils Maria）は2014年のフランス・スイス・ドイツ合作のドラマ映画。第67回カンヌ国際映画祭コンペティション部門に出品された。

## あらすじ
女優のマリア・エンダースとマリアのマネージャー・ヴァレンティンは、マリアが新人女優の時に発掘してくれた劇作家・ヴィルヘルム・メルヒオールの代理として、彼の功績を称える賞を受け取るために、チューリッヒに向かう列車の中にいた。
ここ数年は公の場に姿を見せていないメルヒオールは、この賞の受け取りを拒否したうえで、彼女の出世作である「マローヤのヘビ」の題名の由来でもある景勝地「シルス・マリア」まで来るようマリアに指示していた。しかしそんな中、列車の中でメルヒオールが亡くなったという知らせが入った。

## キャスト
- ジュリエット・ビノシュ - マリア・エンダース
- クリステン・スチュワート - ヴァレンティン
- クロエ・グレース・モレッツ - ジョアン・エリス
- ラース・アイディンガー - クラウス
- ジョニー・フリン - クリストファー
- アンゲラ・ヴィンクラー - ローザ・メルヒオール
- ハンス・ツィシュラー - ヘンリク

## 評価
本作はカンヌ国際映画祭で公式上映され、高い評価を得た。
とりわけ、ヴァレンティン役を演じたクリステン・スチュワートの演技は絶賛され、翌年のセザール賞にノミネートされ、見事アメリカ人女優としては史上初となる助演女優賞を受賞した。
また、米国内でも公開され、12月2日に発表された第81回ニューヨーク映画批評家協会賞で助演女優賞を受賞した。
米タイム誌は、本作を「2015年の映画トップ10」の第4位に挙げている。

### 受賞
| 年   | 映画賞                                    | 賞           | 対象                     | 結果       |
| ---- | ----------------------------------------- | ------------ | ------------------------ | ---------- |
| 2015 | セザール賞                                | 助演女優賞   | クリステン・スチュワート | 受賞       |
| 2015 | 第81回ニューヨーク映画批評家協会賞        | 助演女優賞   | クリステン・スチュワート | 受賞       |
| 2015 | 第4回ボストン・オンライン映画批評家協会賞 | 作品トップ10 |                          | 6位        |
| 2015 | 第4回ボストン・オンライン映画批評家協会賞 | 助演女優賞   | クリステン・スチュワート | 受賞       |
| 2015 | 第36回ボストン映画批評家協会賞            | 助演女優賞   | クリステン・スチュワート | 受賞       |
| 2015 | 第41回ロサンゼルス映画批評家協会賞        | 助演女優賞   | クリステン・スチュワート | 次点       |
| 2015 | 第19回オンライン映画批評家協会賞          | 助演女優賞   | クリステン・スチュワート | ノミネート |
| 2016 | 第50回全米映画批評家協会賞                | 助演女優賞   | クリステン・スチュワート | 1位        |